# ベエルシェバ
ベエルシェバ（ヘブライ語:  בְּאֵר שֶׁבַע, ラテン文字転写: Bəʾēr Ševaʿ、アラビア語: بئر السبع, ラテン文字転写: Biʾr as-Sabʿ、公式ラテン字表記: Be'er Sheva）は、イスラエル南部地区の都市。
聖書にしばしば登場する地名であり、創世記ではアブラハムやイサクがアビメレクと誓いをかわした場所として登場する。またイスラエルの12氏族の住む土地の南端であったため、北端のダンとともに「ダンからベエルシェバまで」という言葉がイスラエルの民の住む土地の意味で使われている。
第一次世界大戦においては1917年のベエルシェバの戦いの舞台となった。

## 概要
ネゲヴ沙漠最大の都市で、「ネゲヴの首都」と呼ばれることもある。2005年の人口は185,000人である。
ベエルシェバはイスラエル南部地域の行政中心地で、ベン＝グリオン大学、ソロカ・メディカルセンター、イスラエル・シンフォニエッタ・ベエルシェバの本拠地である。 
ベエルシェバは1948年のイスラエル建国以来大きく成長してきた。住民の多くは1948年以後アラブ諸国、エチオピア、旧ソビエト連邦からイスラエルに移住したユダヤ人である。ベエルシェバの周囲には町が点在するが、オメル、レハヴィム、メタルはユダヤ人住民が多く、ラハト、テル・シェバ、ラキヤなどはベドウィンの町である。

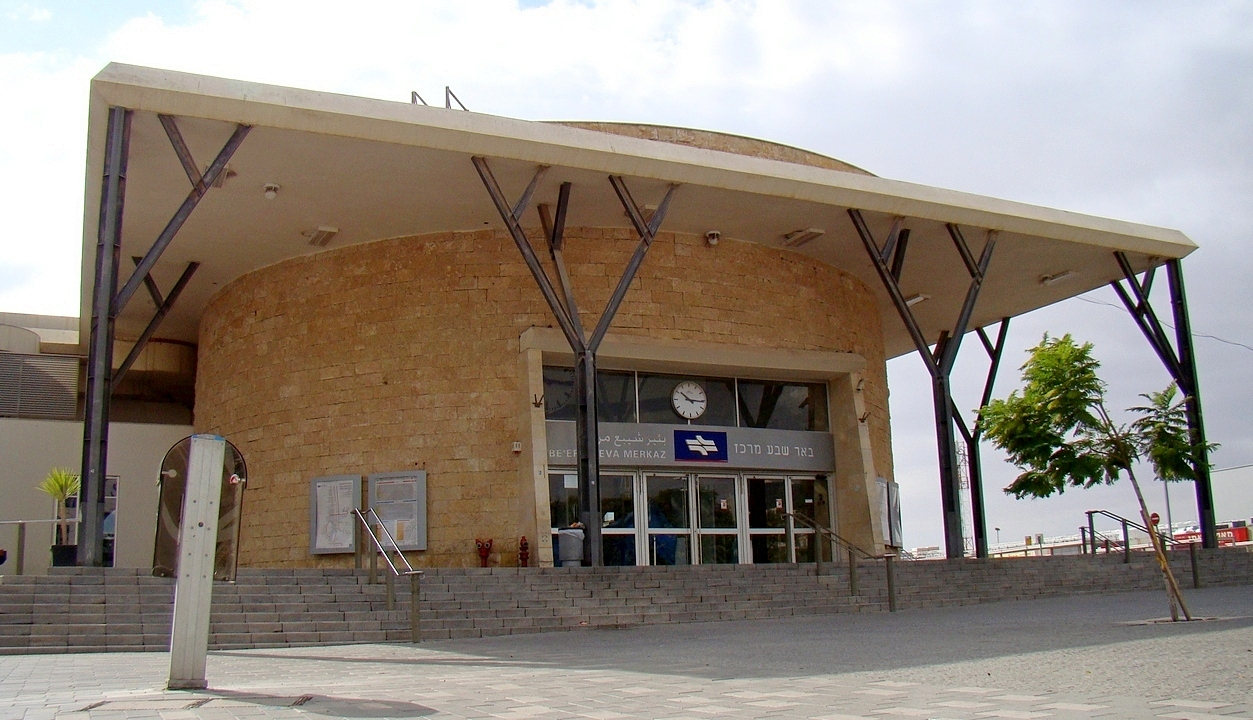
中央駅
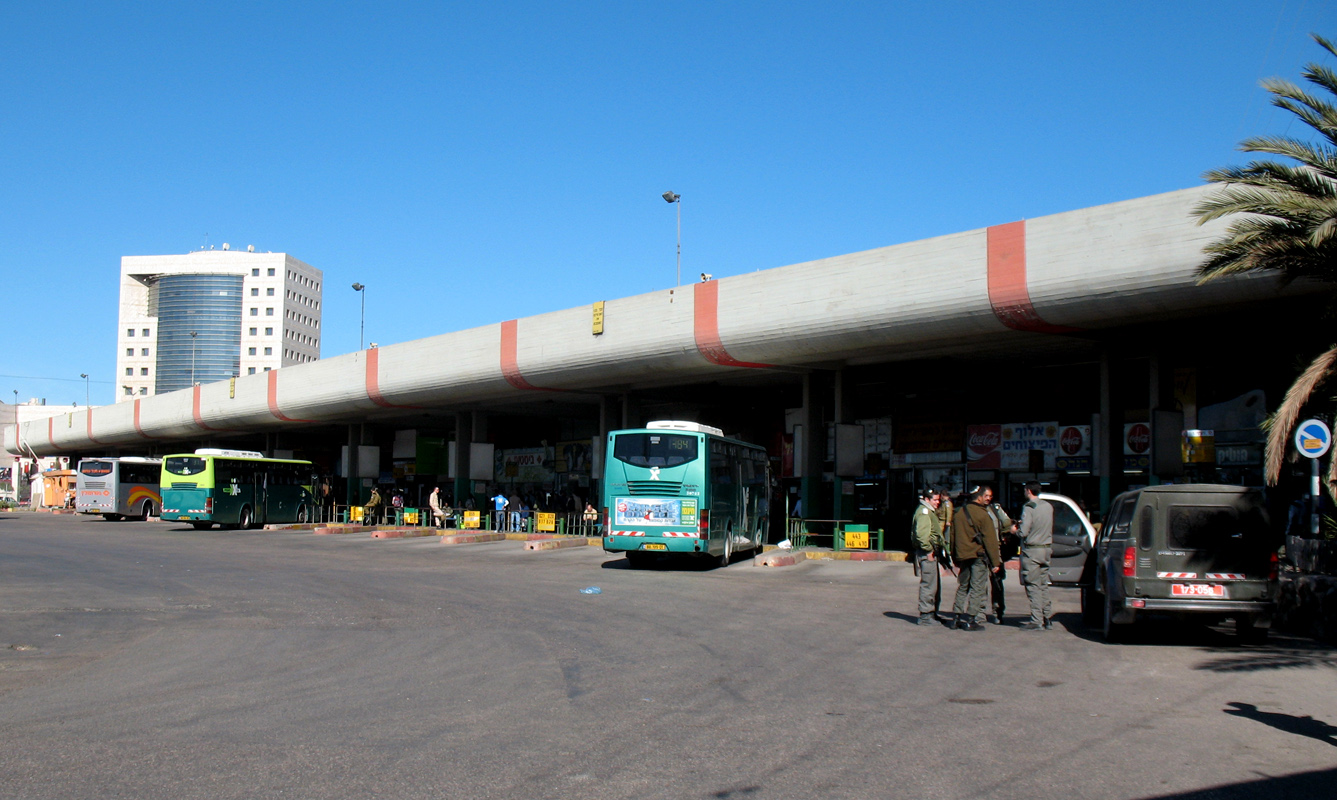
中央バスターミナル

## 地理
ベエルシェバは都市面積が117.5平方キロメートルで、イスラエルの2番目の大きさである（1番目はエルサレムである）。ベエルシェバ盆地（ヘブライ語: בקעת באר שבע）はネゲヴ砂漠の北端に位置し、ユダヤ山地の山麓にある。都市の平均標高は280メートルである。都市は盆地の中央に位置し、道のりはテルアビブまで109キロメートル、エルサレムまで108キロメートル、エイラートまで232キロメートルである。イスラエル中央部とエイラートを繋ぐ道路がベエルシェバを通る。都市の北部はシェフェラ丘陵の南端に位置する。
ベエルシェバは「アレフ」、「ベート」、「ギメル」、「ダレット」、「ヘー」、「ヴァヴ」、「テット」、「ユッドアレフ」、「ラモット」、「ネヴェ・メナヘム」、「ナハル・ベカ」、「ネオット・ロン」、「ネヴェ・ノイ」、「ネヴェ・ゼエヴ」、「ダロム」、「ハイル・ハアチカ」（旧市街）という地区に分かれている。その最初が8ヘブライ文字の字の通り呼ばれている。2020年代には「シガリオット」、「キリヤット・ガニム」、「パーク・ナハル・ベエルシェバ」、「カラニオット」、「ラカフォット」という市部が、建設あるいは計画されている。

### 地質と土壌

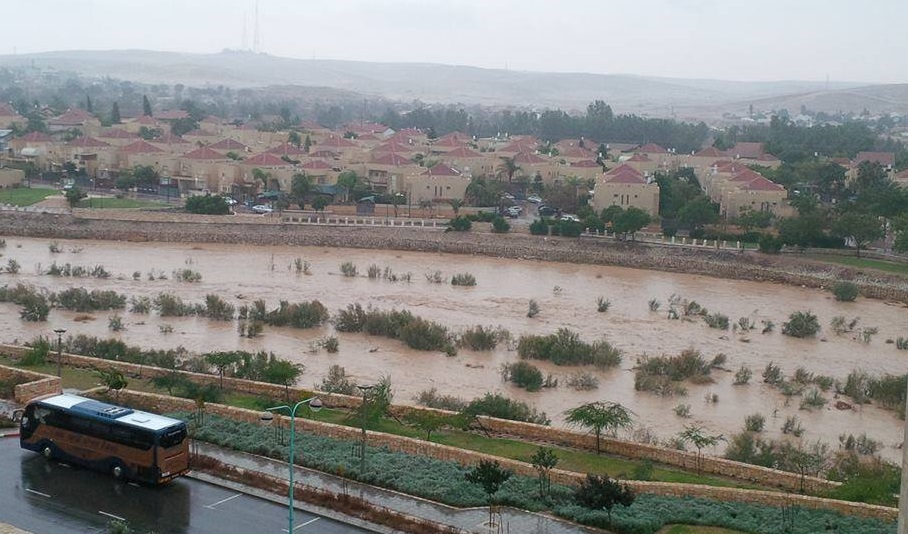
大雨の後のベエルシェバ川

ベエルシェバ盆地は古代の浸食の盆地である。新第三紀には底であったベエルシェバ＝ガザ峡谷は砂岩、礫岩、泥灰土、粘土、チョークなどの色々な堆積岩で満たされ、その上に地表から16メートルの深さまで黄土が重なっている。黄土には粘土の含有量は高いから、水をあまり徹さず、少ない雨であっても洪水になることがある。黄土は柔軟で、河川が深い河床を形成している。

## 歴史

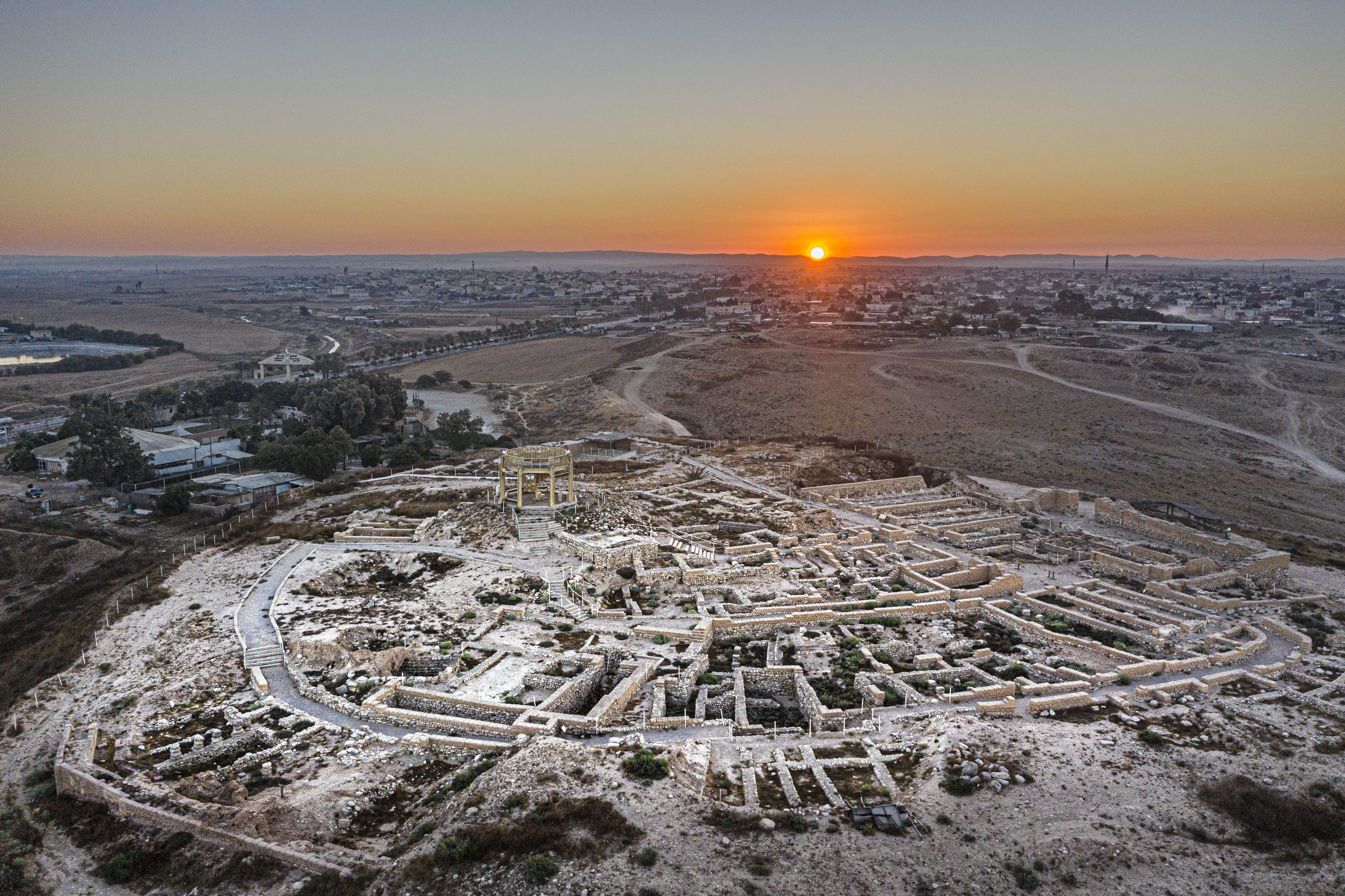
現代のテル・ベエルシェバ

考古学によると、人々がこの地域に初めて住み着いたのは銅器時代である。この時代の人々は農業や手工芸を行っていた。この集落には金属が溶融されて、骨と象牙の道具が作られていた。北カナンやエジプトと関係があったとわかっている。発掘調査では、独特な象牙の小像が見つかった。ベエルシェバにおける銅器時代の文化は、紀元前3150年ごろに消滅した。青銅器時代のベエルシェバは、約2,000年間にもわたって荒廃していた。
ベエルシェバの最初の記載は、ユダ族の最南端の町として聖書に登場する。この時代、ネゲヴにはベエルシェバ以外に武装都市がほとんどなく、ベエルシェバは重要な活動の中心地であった。聖書のベエルシェバは現代の都市の東に位置し、今テル・ベエルシェバと呼ばれる。その地域には前12世紀に最初の簡素な石造りの建物が現れ、前10世紀（聖書に記されているダビデの時代）には丘の上に城郭都市が建てられた。それ以来、この都市がネゲヴの政治と宗教の中心となった。ファラオシェションク1世のカナンの遠征で大きな被害を受け、その後に再建されたという説がある。ベエルシェバの市壁は強固で、複雑な給水設備を持っていた。紀元前701年には、アッシリア王センナケリブによって最終的に破壊された。
ペルシアとヘレニズムの時代、ベエルシェバには小さな神殿と守衛所があった。
ローマ時代から東ローマ帝国の時代にかけて、ベエルシェバは今の旧市街の場所に位置した。ウェスパシアヌスは帝国の南にリメスという境界線を建てて、その一部にベエルシェバが含まれていたため、街の発展へとつながった。3世紀前半にベエルシェバは最も繁栄した。ベエルシェバの治安はよくなり、商業がさかんになって、都市が教区室となった。

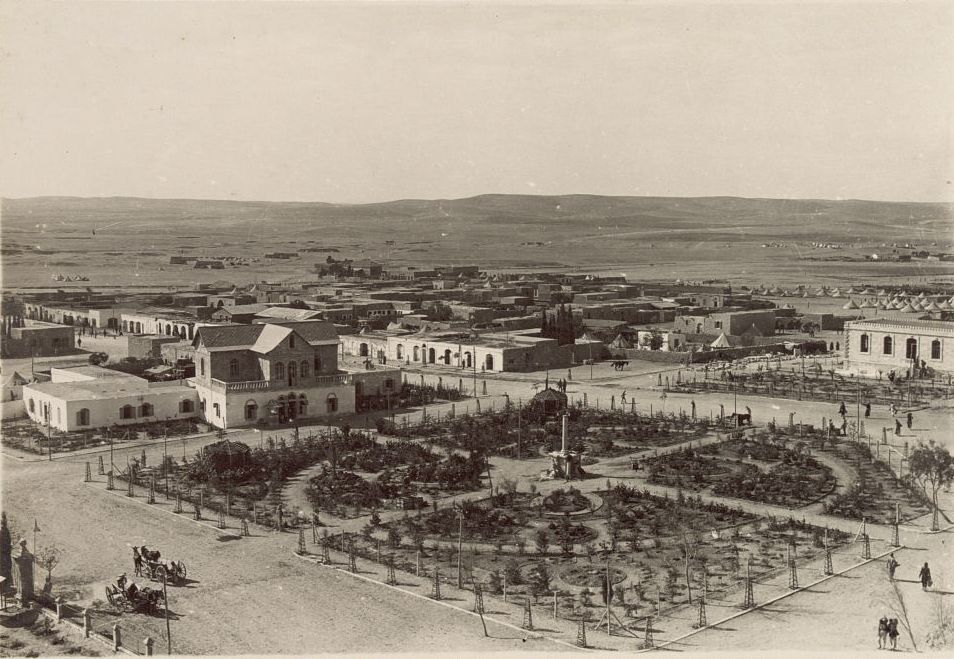
オスマン帝国時代のベエルシェバ。ミナレットから撮られた写真

アラブによる征服（632年）の後、ベエルシェバは荒廃した。約1,200年の後、この地域はオスマン帝国によって治められた。オスマン帝国の政府は、パレスチナの砂漠のベドウィン族を統治するために新しい都市を作ることにした。3つの大きな部族が暮らす地域に囲まれた場所にあり、水の供給に欠かせない井戸が多くあり、川を行き来するのにも便利な場所であった。オスマン帝国政府はこの地域をベドウィンから買収し、1900年に都市を建設した。最初に建てられた建物は市役所（サライヤ）であった。1903年には人口が38世帯約300人であった。それ以来、モスクや駅など色々な公共の建物ができ、エルサレムとダマスクス間の鉄道が開通した。
第一次世界大戦の影響で町の開発が加速され、人口が増加した。ベエルシェバにはオスマン帝国の最南の陣地があり、そこからイギリスの保護国エジプトを攻撃した。そのために要塞、道路や鉄道が作られた。オスマン帝国の最南の防衛線の西端がガザにあり、東端がベエルシェバにあった。第一次世界大戦中の1917年10月にはイギリスのアレンビー将軍がベエルシェバを征服し、ほどなくオスマン帝国はパレスチナ全土を失った。
第一次世界大戦後、この地はイギリスの委任統治下におかれた。イギリス統治時代に町の開発はほとんど止まったが、商業は盛んであった。市場（バザール）が開かれると、エジプトやイラクからも商人が来た。この時代に町には軍人墓地や学校、武装警察署などが建てられたほか、鉄道が壊され、道路が舗装された。第二次世界大戦開戦後には、イギリス軍が町の雇用を促進し、経済が再び盛んになった。町の人口は1922年の2,356人から、1946年の6,490人にまで増加した。
パレスチナ分割決議によって、ベエルシェバはアラブ人の国家に属することになった。第一次中東戦争が始まったとき、町にはアラブ非正規軍が集まっていた。1948年3月にエジプト軍が入ったが、当年10月21日にイスラエル国防軍に攻略されて、イスラエルの一部になった。
戦争の後、ベエルシェバには復員兵が多くおり、ユダヤ人の移民が遅れていた。1950年にはベエルシェバの市役所が作られた。1950年代と1960年代に人口が急激に増加し、1965年に65,200人になった。1970年代に人口は減少したが、1990年代のソ連からのアリーヤのために再び開発が進んだ。町にはソ連出身のユダヤ人が5万人ほど移住した。
他のイスラエルの都市と比べて、テロ攻撃が少ない。第2次インティファーダでは、ベエルシェバに対する最初の自爆テロ攻撃（2004年）でテロリスト2人がバス2台を爆発させ、死亡者が16人、負傷者が100人発生した。2008年のガザ紛争時にベエルシェバはロケット攻撃を受け、2011年にはロケット攻撃で1人が死亡したほか、数名が負傷者した。その後、2018年と2024年にロケットで被害を受けている。
2019年に、町の南には90,000平方メートルのイスラエル最大の人工湖が作られた。
2025年6月にイスラエルがイランを攻撃（イラン・イスラエル戦争を参照）した際には、連日、報復の弾道ミサイルが市内に着弾した。

## 経済
ベエルシェバはネゲヴ経済の中心である。住民の大部分は第三次産業で働く。その他、ネゲヴと死海の大型工場で働く。都市の主要な雇用主は市役所、ベン＝グリオン大学、ソロカ病院とイスラエル国防軍である。また、都市内にIAIの工場、土器工場、農薬工場などがある。この地域には、エメク＝サラ、キリヤット＝イェフヂットと北工業地帯という3つの工業地帯が存在する。
長い間経済の中心が旧市街（ヘブライ語: העיר העתיקה）に集まっていたが、この地域はどんどん荒廃して、現在の中心は新しい中央センターと市外ショッピングモールに移動した。
ベエルシェバ北駅とベン＝グリオン大学の隣にハイテクパークがある。そこでドイツテレコム、ロッキード・マーティン、エルビット・システムズなどのような国際企業が活動する。ベエルシェバの近くにあるオメルという町にももう一つのハイテクパークがある。2014年から2018年においてベエルシェバのハイテク企業の総数は47社から100社になった。
ベエルシェバには「グランド・ベエルシェバ」というイスラエルで最も大きいショッピングモール（複合商業施設）がある。ベエルシェバの12キロメートル南に「ネオット・ホヴァヴ」という大規模な工業地帯があり、23の工場が操業されている（大部分は化学工場）。

## 交通
イスラエル鉄道のベエルシェバ中央駅とベエルシェバ北駅があり、テルアビブやアシュケロン、ディモナと結ばれている。

## 観光

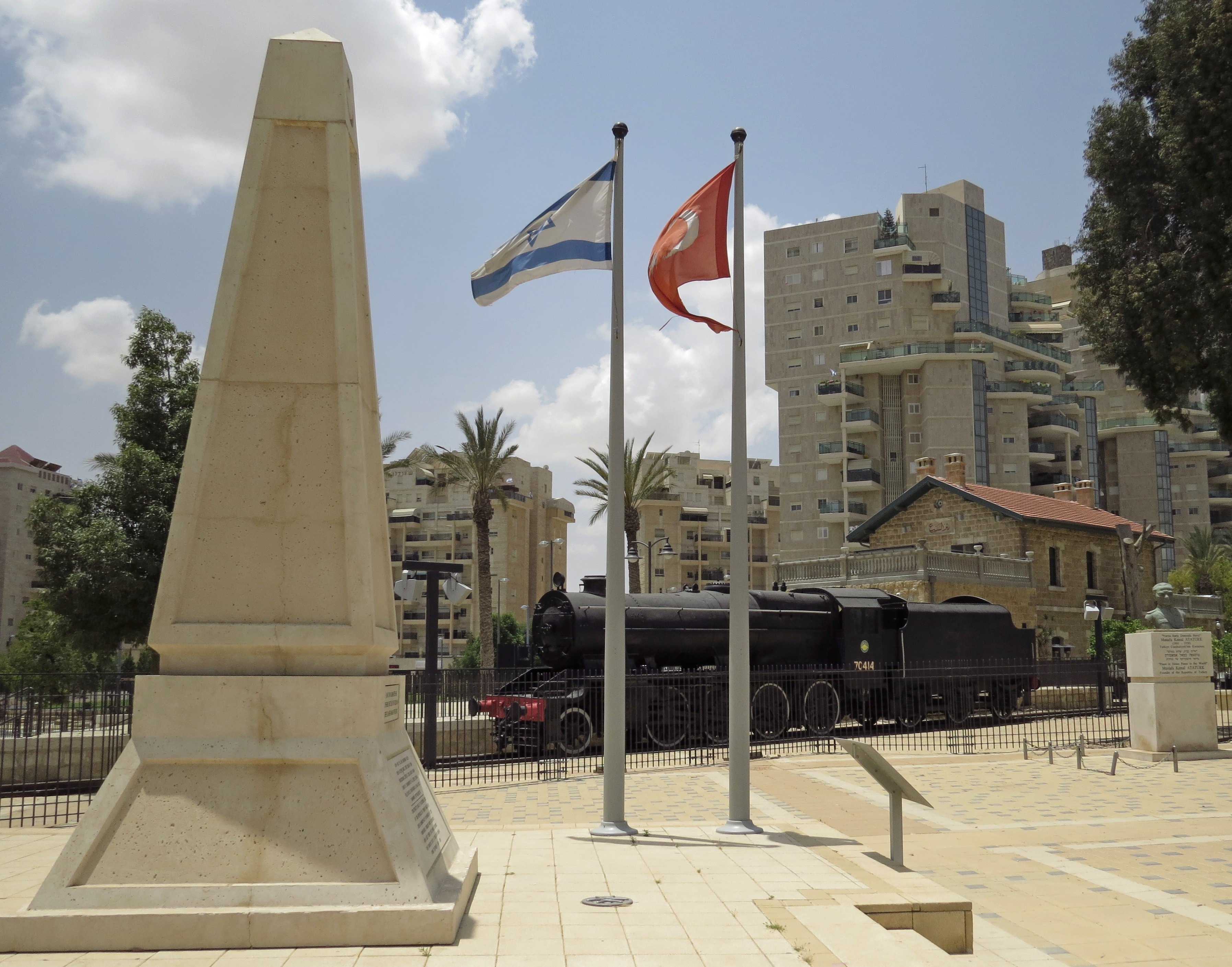
第一次世界大戦中にこの地で戦死したオスマン帝国軍兵士の慰霊碑
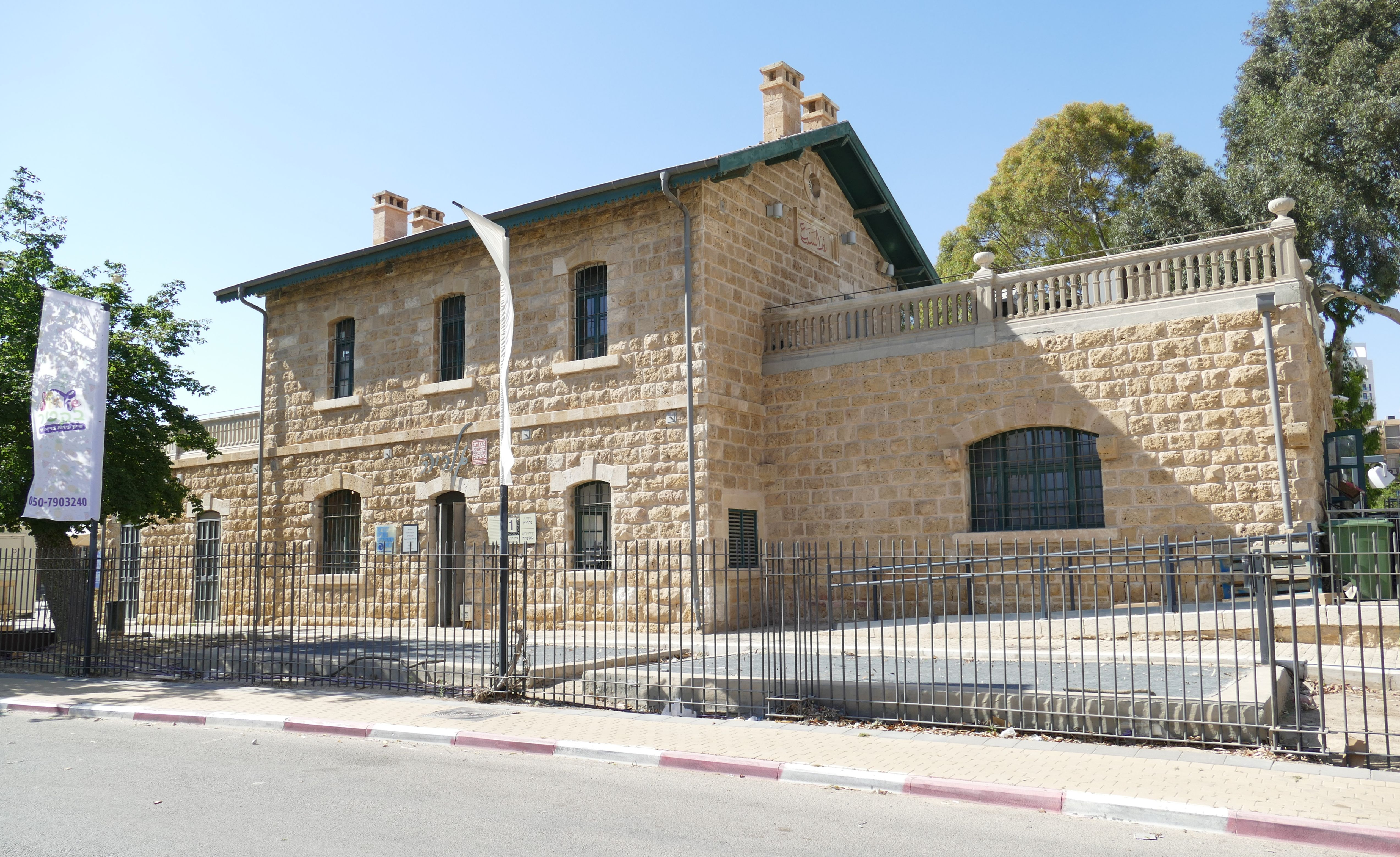
オスマン帝国時代（1915年）に建てられた駅舎
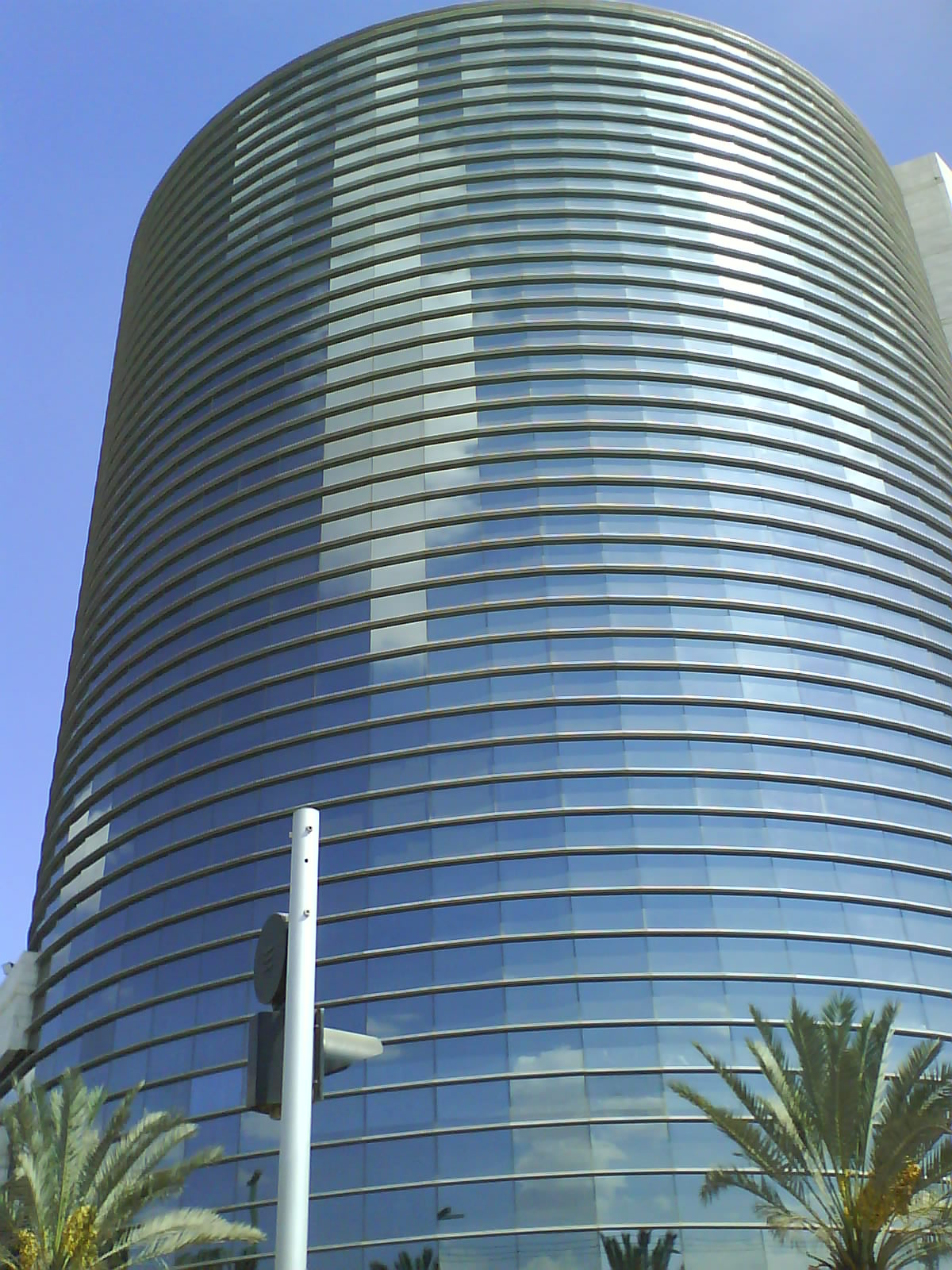
ネゲヴ・モール・タワー
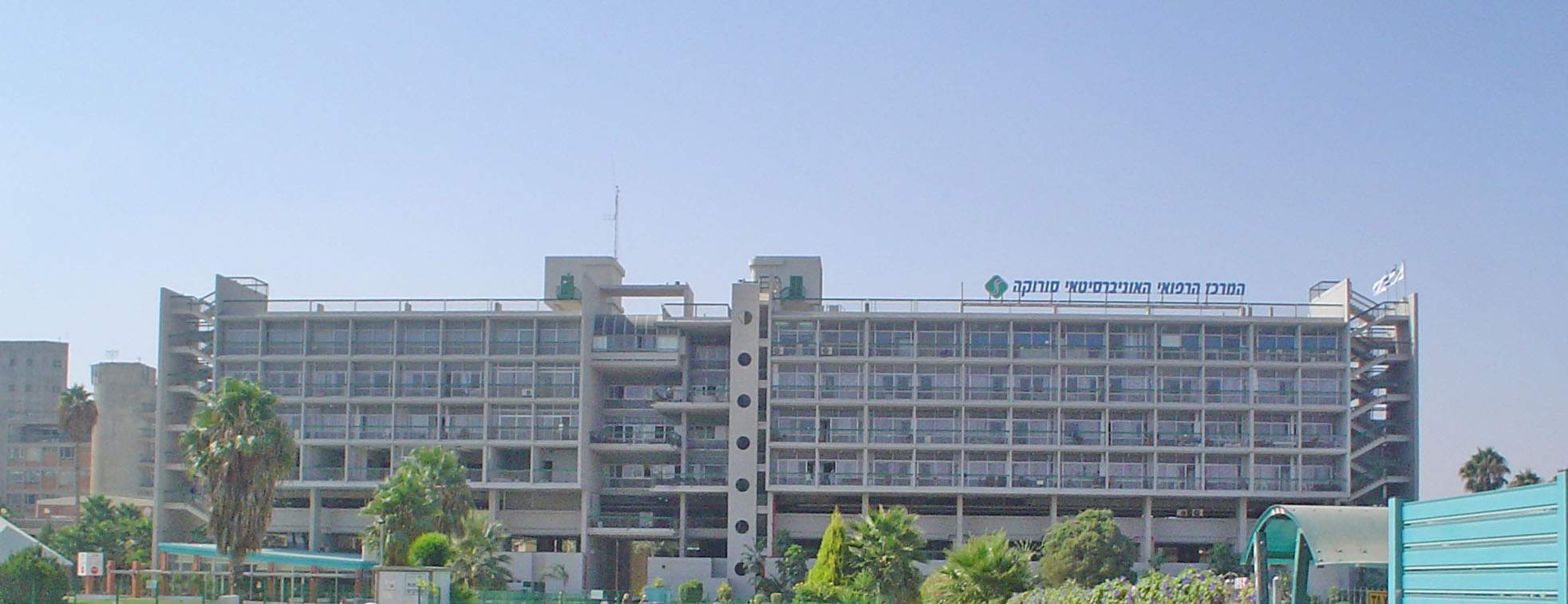
ソロカ大学医療センター。イスラエルで2番目の規模を有する医療機関。

## スポーツ
- ハポエル・ベエルシェバFC - ベエルシェバを本拠地とするサッカークラブチーム。

## 友好都市
- アディスアベバ（エチオピア）
- アダナ（トルコ）
- ウィニペグ（カナダ）
- ヴッパータール（ドイツ）
- オニ（英語版）（ジョージア）
- クルジュ＝ナポカ（ルーマニア）
- シアトル（アメリカ合衆国）
- セブ（フィリピン）
- ニシュ（セルビア）
- パラマタ（オーストラリア）
- ミュンヘン（ドイツ）
- モントリオール（カナダ）
- ラプラタ（アルゼンチン）
- リヨン（フランス）
- ローゼンハイム（ドイツ）